# 趙金奴
趙 金奴（ちょう きんど、1101年 - ?）は、北宋の徽宗の嫡出次女。欽宗の同母妹。

## 経歴
顕恭皇后王氏の娘として生まれた。建中靖国元年2月9日（1101年3月17日）、永慶公主の位を授けられた。大観2年（1108年）2月、栄福公主の位を改授された。
政和3年（1113年）閏4月、栄福帝姫の位を改授された。政和6年（1116年）2月、栄徳帝姫を再授され、間もなく左衛将軍曹晟に降嫁した。
靖康の変後、金に連行され、魯王完顔昌（完顔盈歌の子）の側室となった。金の天会8年（1130年）6月、金奴は次婦の位を授けられた。天眷2年（1139年）冬頃、完顔昌が処刑された。金奴は五国城の総監の習古国王と結婚した。以後の動静は不明であるが、『三朝北盟会編』（1162年完成）によると、同書の頃まで金で健在であり、習古国王と死別した後は熙宗の後宮に入れられ、夫人の位を授けられた。

## 伝記資料
- 『靖康稗史箋證』
- 『宋会要輯稿』
- 『皇第二女特封永慶公主制』
- 『栄福公主特改封栄福帝姫制』